# Egyenesfogúmoha
Az egyenesfogúmoha (Orthodontium lineare) a lombosmohák (Bryophyta) törzsébe és a valódi lombosmohák (Bryopsida) osztályába tartozó faj.

## Előfordulása
Az egyenesfogúmoha a déli félgömbön elterjedt faj (Dél-Amerika, Ausztrália, Dél-Afrika, Új-Zéland). 1922-ben valószínűleg a déli félgömbről hurcolták be Angliába, azóta terjeszkedik Európában; gyakori a síkságokon, dél felé ritkul, de már Németország déli részének egyes helyein és az Alpok pereménél is ismerik. A tenger és a szélsőséges éghajlati sivatagok kivételével aligha létezik olyan hely, ahol ezek a mohák ne tudnának megtelepedni. 2012-ben Magyarországról is leírták ezt a fajt, de úgy tűnik, hogy egyelőre még nem terjeszkedik agresszívan.

## Változata
- Orthodontium lineare subsp. sulcatum (Hook. f. & Wilson) Meijer

## Megjelenése
A növények körülbelül 1 centiméter magasak, többnyire sok spóratokot is tartalmazó sötétzöld gyepet alkotnak. A levelek nedves állapotban egy oldalra hajlók, szárazon fodrosak, keskeny lándzsa alakúak, szélük sima, felül többnyire finoman fogazott; a levélér a lemeznél rövidebb vagy annak csúcsáig ér; a toknyél vékony, hajlott, mintegy 1 centiméter hosszú; a spóratok bunkó vagy körte alakú, színe éretten sárgás vagy barnás.

## Életmódja
Az egyenesfogúmoha savanyú fakérgen, főleg fák tövi részén, tőzegen, különösen függőleges tőzegfalakon, valamint homokos, nyershumusztartalmú meredek felületeken él.

## Képek

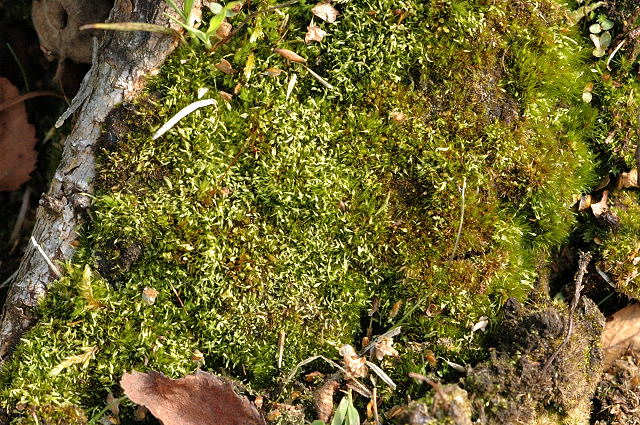
A telepe
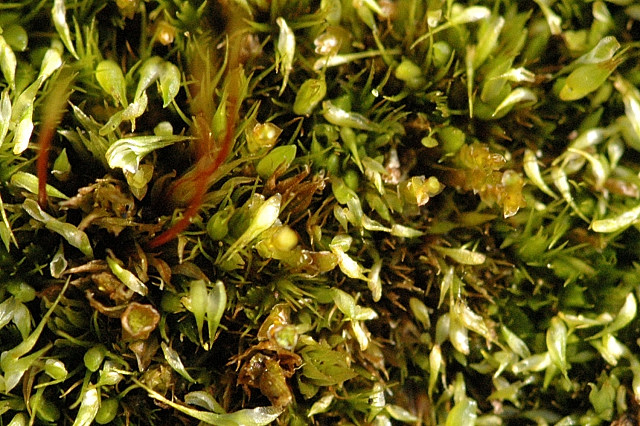
spóratokokkal